# چاینا ریزورسز لند
چاینا ریزورسز لند (به انگلیسی: China Resources Land) شرکت املاک و مستغلات هنگ کنگی است، که در زمینه سرمایه‌گذاری ساخت‌وساز، مدیریت املاک مسکونی و توسعه املاک و مستغلات فعالیت می‌کند. 
شرکت چاینا ریزورسز لند در سال ۱۹۹۴ راه‌اندازی شد و در حال حاضر زیرمجموعه‌ای از شرکت چاینا ریزورسز می‌باشد.
دفتر مرکزی این شرکت در هنگ کنگ قرار دارد و بخشی از سهام آن در بازار بورس اوراق بهادار هنگ کنگ معامله می‌شود.